# NHKプラスクロスSHIBUYA
NHKプラスクロスSHIBUYA（エヌエイチケイプラスクロスしぶや）は東京都渋谷区（渋谷駅）にある日本放送協会（NHK）の公開施設である。2019年11月1日に開業した渋谷スクランブルスクエア東棟の14階に所在した。ロゴにおける表記は「NHK＋×SHIBUYA」。2024年9月16日をもって運営を終了。

## 概要
テーマとして「NHKが視聴者と直接ふれあう機会を増やし、より多くの人々に公共放送・公共メディアとしての活動を理解してもらう」ことを上げており、名称の「プラスクロス」は「ここに来ればあたらしい価値観がプラスされ、この場やインターネットなどを通して双方向の関係が生まれ、NHKと来場者がクロスする場という意味が込められる」としている。
同施設は各種最新放送技術についての展示、番組連動型の展示やイベントを行うほか、ラジオのサテライトスタジオが併設されており、このサテライトスタジオから公開生放送が行われる。
東京都内には協会の本部であるNHK放送センターのNHKスタジオパーク（スタパ）や、愛宕山にあるNHK放送博物館といった展示スペースが存在する。しかし、放送センターの施設の老朽化による改築のため、スタパが2020年5月11日をもって閉鎖され、スタパで行ってきた放送体験や番組の広報などのイベントの機能を当施設や放送博物館、地域の放送局で代替対応していく方針であるという。

## 主な放送番組
- ゆうがたパラダイス（NHK-FM） - 不定期に一度実施